# Marine du Sultanat d'Oman
La Marine du Sultanat d'Oman, dite « Marine royale d'Oman », est la composante maritime des Forces armées royales du Sultanat d'Oman. Compte tenu de son long littoral et emplacement stratégique le long de la l'océan Indien, ainsi que la proximité de la détroit d'Ormuz, la Marine royale d'Oman est l'une des priorités du gouvernement d'Oman.  Le siège de la Marine royale d'Oman est à As Sib, plusieurs miles à l'ouest de Mascate, la capitale.

## Histoire
En 1992, la Marine royale d'Oman  avait un effectif de 3 000 personnes. La principale base navale, était la base navale sultan ibn Saïd , située dans Wudham Alwa (près de As Sib). Il sert de port d'attache de la flotte et comprend des installations de formation ainsi que des baies de réparation. Le centre d'entraînement naval de Oman est situé dans cette base 

## Flotte
| Numéro de la Coque | Nom             | Classe    | Constructeur       | Type                 | Déplacement                |
| Q40                | Al Shamikh      | Khareef   | BAE Systems        | Corvette             | 2 660 tonnes               |
| Q41                | Al Rahmani      | Khareef   | BAE Systems        | Corvette             | 2 660 tonnes               |
| Q42                | Al Rasikh       | Khareef   | BAE Systems        | Corvette             | 2 660 tonnes               |
| C31                | Qahir Al Amwaj  | Qahir     | Vosper Thornycroft | Corvette             | 1 185 tonnes               |
| C32                | Al Mua'zzar     | Qahir     | Vosper Thornycroft | Corvette             | 1 185 tonnes               |
| Q30                | Al Mubrukah     |           | Brooke Marine      | Navire de patrouille | 785 tonnes                 |
| B10                | Dhofar          | Province  | Vosper Thornycroft |                      | 390 tonnes                 |
| B11                | Al Sharquiyah   | Province  | Vosper Thornycroft |                      | 390 tonnes                 |
| B12                | Al Bat'nah      | Province  | Vosper Thornycroft |                      | 390 tonnes                 |
| B14                | Mussandam       | Province  | Vosper Thornycroft |                      | 390 tonnes                 |
| B1                 | Al Bushra       | Al Bushra | CMN                | patrouilleurs        | 450 tonnes                 |
| B2                 | Al Mansoor      | Al Bushra | CMN                | patrouilleurs        | 450 tonnes                 |
| B3                 | Al Najah        | Al Bushra | CMN                | patrouilleurs        | 450 tonnes                 |
| L3                 | Fulk al Salamah |           | Bremer Vulkan      | Transport amphibie   | 10 864 tonnes              |
| L2                 | Nasr al Bahr    |           | Royaume-Uni        |                      | 2 500 tonnes pleine charge |
| A2                 | Al Sultana      |           | Pays-Bas           |                      |                            |

### Missiles
- 50 VT-1 Crotale NG SAM
- 162 Exocet MM-40 (122 Block-1 + 40 Block-2)
- Exocet MM-38
- Harpoon(missile) Block-II
- Mica -Sam

### Électronique
- MASS navire système de protection
- Capteurs de navires 3x SMART-S MK-II
- Recherche 2x MW-8 Air radar
- 5x Sting contrôle de tir radar
- 2x DRBV-51C de contrôle de tir radar
- 3x RA-20S recherche aérienne radar
- 4x 9LV radar
- 3x radar CEROS 200

## Futur

### Corvettes
La Marine royale d'Oman a signé un contrat avec BAE Systems  (Royaume-Uni) pour l’achat de trois navires de patrouille extra-côtiers (corvettes de la classe Khareef).

### Navire de recherche
La Marine royale d'Oman a conclu un contrat avec le Pentagone à travers un programme de ventes militaires pour la fourniture d’un nouveau navire de recherche.

### Patrouilleur
Singapore Technologies Engineering Ltd (ST Engineering) a annoncé que sa branche marine, Singapore Technologies Marine Ltd (ST Marine) avait obtenu un contrat de 534 millions € pour concevoir et construire quatre navires de patrouille et la fourniture du soutien logistique associé pour la Marine royale d'Oman. Ce contrat a été attribué par le ministère de la Défense du Sultanat d'Oman à travers un appel d'offres international. ST Marine construira quatre navires de patrouille de 75 mètres. Le projet débutera immédiatement avec le premier navire devrait être livré au 2e trimestre 2015 et le dernier navire au 3e trimestre 2016.